# Pompeius (Toreut)
Pompeius war ein antiker römischer Toreut (Metallbildner), der im ersten Drittel des 1. Jahrhunderts in Oberitalien tätig war.
Pompeius ist heute nur noch aufgrund von vier Signaturstempeln auf Bronzekasserollen bekannt, von denen die Hälfte in Italien, die beiden anderen in Pannonia superior und Gallien gefunden wurden.  Bei den Stücken handelt es sich um:
1. Bronzekasserolle; gefunden in Pacciano bei Florenz; heute im Archäologischen Nationalmuseum Florenz.[1]
2. Bronzekasserolle; gefunden in Rom; heute in den Kapitolinischen Museen im Konservatorenpalast in Rom.[2]
3. Bronzekasserolle; gefunden in Andance, Region Auvergne-Rhône-Alpes, Département Ardèche, Frankreich; heute im Museum Lugdunum in Lyon.[3]
4. Bronzekasserolle, gefunden im Flussbett der Ljubljanica in Vrhnika (dem antiken Nauportus), Slowenien; heute im Narodnega muzeja Slovenije in Ljubljana.[4]

## Einzelbelege
1. ↑  Inventarnummer ?; Richard Petrovszky: Studien zu römischen Bronzegefäßen mit Meisterstempeln. Leidorf, Buch am Erlbach 1993, S. 289, Nr. P.09.01; CIL 11, 06717,09.
2. ↑  Inventarnummer ?; Richard Petrovszky: Studien zu römischen Bronzegefäßen mit Meisterstempeln. Leidorf, Buch am Erlbach 1993, S. 289, Nr. P.09.02.
3. ↑  Inventarnummer Br 136; Richard Petrovszky: Studien zu römischen Bronzegefäßen mit Meisterstempeln. Leidorf, Buch am Erlbach 1993, S. 289, Nr. P.09.03.
4. ↑  Inventarnummer R 1878; Richard Petrovszky: Studien zu römischen Bronzegefäßen mit Meisterstempeln. Leidorf, Buch am Erlbach 1993, S. 289, Nr. P.09.04; CIL 3, 12031,13.

| Personendaten    | Personendaten                              |
| ---------------- | ------------------------------------------ |
| NAME             | Pompeius                                   |
| KURZBESCHREIBUNG | antiker römischer Toreut                   |
| GEBURTSDATUM     | 1. Jahrhundert v. Chr. oder 1. Jahrhundert |
| STERBEDATUM      | 1. Jahrhundert oder 2. Jahrhundert         |